# Personnalité juridique
La personnalité juridique est l'aptitude à être titulaire de droits et de devoirs.
La personnalité juridique est, d'un point de vue positiviste, une fiction juridique attribuée aux personnes physiques (êtres humains) et aux personnes morales (groupements tels que : entreprises, associations, État et ses subdivisions). 
Qu'elles soient physiques ou morales, les personnes juridiques ont des caractéristiques communes : une naissance et une mort (par exemple : date de création et de dissolution pour les entreprises), une identité propre (nom et adresse) et des droits et des devoirs (principalement : droit de conclure des contrats et devoir de payer l'impôt).
La notion de personnalité juridique s'est élargie et diversifiée au cours de l'Histoire. Les plus grandes modifications ont été la généralisation de la pleine personnalité juridique à tous les êtres humains (comprendre : fin de l'esclavage et de la mort civile) et la création de groupements spécifiques reconnus par le droit (principalement : formes de sociétés).
Certains juristes militants se demandent actuellement s'il ne serait pas pertinent d'accorder la personnalité juridique aux animaux. C'est en ce sens qu'a été proclamée la Déclaration sur la personnalité juridique de l'animal, dite « Déclaration de Toulon », le 29 mars 2019.
Enfin, un processus de reconnaissance de la personnalité juridique d'éléments de l'environnement est en cours ; plusieurs pays (Canada, Inde, Nouvelle-Zélande, Pérou, Colombie) ont ainsi qualifié de personne juridique plusieurs rivières (Magpie, Gange, Yamuna, Whanganui, Atrato, Vilcabamba/Apurimac etc.),.

## Personnes physiques
Avec la fin de l'esclavage et la suppression de la mort civile, toute personne physique acquiert la personnalité juridique du seul fait de sa naissance. 
Le droit a donc dû déterminer ce qu'est la naissance. (Voir à ce sujet pour la France : Enfant sans vie).
Le droit a donc dû déterminer ce qu'est la mort. (Voir à ce sujet : Certificat de décès).
Leur personnalité juridique se manifeste pleinement à la naissance ;
- Elles disposent de la capacité de jouissance (c'est la capacité à détenir des droits). Cette capacité peut cependant être limitée (incapacité pour certaines personnes, Ex : les mineurs).

L'incapacité de jouissance ne peut être que spéciale car une incapacité générale serait la négation des droits (et donc de la personnalité juridique).
Ex: le droit de vote pour les mineurs.  
- Elles disposent également de la capacité d'exercice (c'est la capacité à exercer ces droits dont elles jouissent). Sauf pour les mineurs et les personnes sous tutelle qui quoique ayant la pleine personnalité juridique ne disposent pas de la capacité juridique d’exercer leurs droits. Si ici l'incapacité est générale, elle a cependant un remède: la représentation permet à un représentant (Ex:parents) d'agir au nom et pour le compte de la personne à sa charge.
- C’est le décès qui marque la fin de leur personnalité juridique
- Elles peuvent être identifiées et individualisées à partir de trois éléments :
  - Le nom (nom patronymique & prénom)
  - Le domicile
  - L’état civil

## Personnes morales
La personnalité morale est généralement prévue par le droit mais elle peut être demandée alors même en l'absence de disposition spécifique. C'est tout le sens de la discussion doctrinale sur la théorie de la fiction ou de la réalité juridique de la personnalité morale.
En France, depuis l'arrêt de la Cour de cassation de 1954, commune de Saint-Chamond, la personnalité juridique n'a pas à être prévue expressément, la théorie de la réalité a donc été consacrée.

### Personnification des personnes morales
La personnification des personnes morales est le statut conféré aux entreprises par la loi qui leur permet d'avoir des droits et des responsabilités similaires à celles d'une personne physique. Il existe un débat important sur quelles parties des droits accordés aux citoyens devraient aussi être accordées aux entreprises en tant que personnes morales.
En personnifiant l'entreprise, la loi supprime la responsabilité des décideurs et des administrateurs de l'entreprise.
La Cour suprême des États-Unis (Dartmouth College contre Woodward, 1819), a reconnu pour les entreprises les mêmes droits que les personnes physiques de contracter et de faire respecter les contrats. Dans l'affaire du Comté de Santa Clara contre Southern Pacific Railroad (1886), une insertion dans les notes introductives de la décision par le greffier, JC Bancroft Davis, a conduit plusieurs à croire que la Cour suprême avait reconnu les entreprises comme des personnes à propos du Quatorzième amendement de la Constitution des États-Unis.